# دايفيد جاريك

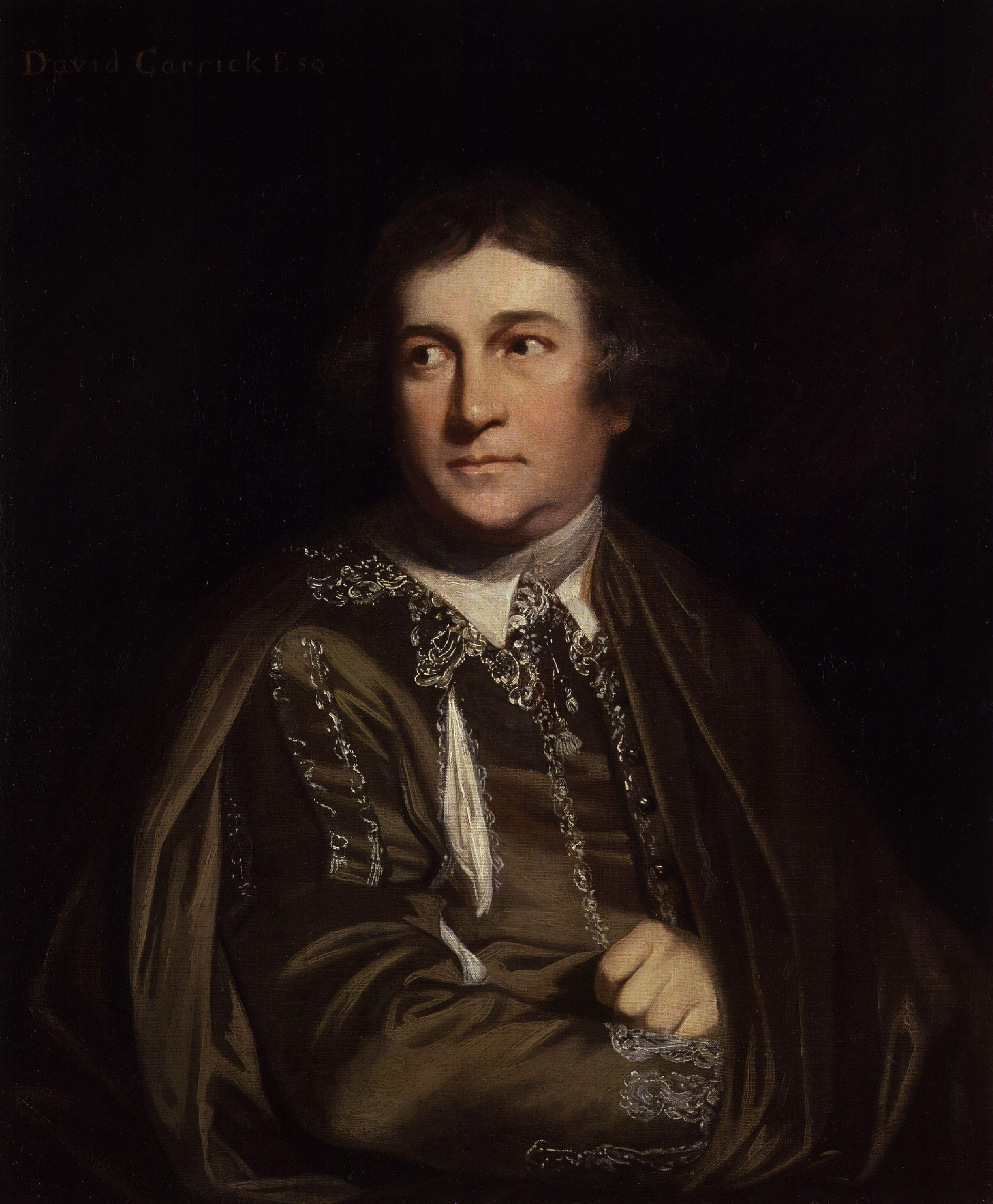
جاريك في دور كيتلي في مسرحية للسير جوشوا رينولدز كل رجل في مزاجه (Every Man in his Humour)

دايفيد جاريك (David Garrick) (مواليد 19 من فبراير 1717م – تُوفيَّ في 20 من يناير 1779م) كان مُمثِّلًا إنجليزيًا وكاتبًا مسرحيًا ومديرًا مسرحيًّا وأيضًا مُنتجًا، وقد كان له دورٌ في التأثير تقريبًا على جميع نواحي وجوانب المهنة المسرحية خلال القرن الثامن عشر الميلادي، وكان تلميذًا وصديقًا للدكتور صمويل جونسون. وقد ظهر جاريك في عدد كبير من العروض المسرحية على مسرح الهواة، ومع أدائه للدور العُنواني في مسرحية شكسبير (Shakespeare) بعنوان ريتشارد الثالث (Richard III )، بدأت الجماهير والمديرون في ملاحظة موهبته. وبسبب تأثُّره بتصوير جاريك لشخصية ريتشارد الثالث وأدوار أخرى، قام تشارلز فليتوود (Charles Fleetwood) بتوقيع عقد مع جاريك لموسم كامل على المسرح الملكي، دروري لين. استمر جاريك في عمله مع شركة دروري لين في الخمسة أعوام التالية وقام بشراء سهمٍ من المسرح مع جيمس ليسي (James Lacy). وأدى ذلك إلى تَبَوُّئِهِ منصبًا كمدير الشركة لمدة 29 عامًا. وخلال ذلك الوقت استطاع جاريك أن يظهر أهميتها كواحدة من المسارح الرئيسة والبارزة في أوروبا. وعندما تُوُفِّيَ, بعد مرور ثلاث سنوات على تقاعده من شركة دروري لين ومسرحها؛ أُقيمت له جنازة شعبية مهيبة وباهظة في دير وستمنستر (Westminster Abbey) حيث دُفِن في ركن الشعراء(Poets' Corner).
قام لكونه ممثلًا بدعم التمثيل الواقعي الذي كان يحيد عن الأسلوب المُنمَّق الذي كان مُستَحكِمًا بشدة حين ظهر جاريك لأول مرة على ساحة الشهرة. استمتَع الكثير من الجماهير بالأداء التمثيلي لجاريك وقيامه بإخراج وتوجيه العديد من صفوة الممثلين المسرحيين الإنجليز انعكس بشكل كبير على أساليب تمثيلهم. علاوة على ذلك وخلال فترة تولِّيه منصب مدير شركة دروري سعى جاريك لتقويم سلوكيات الجمهور. وبينما أدَّى ذلك إلى إثارة استياء بعض العامة المُتردِّدِين على المسرح لكنه استطاع في نهاية الأمر أن ينشر ويُرسِّخ تلك الإصلاحات. إلى جانب الجمهور طلب جاريك بعض التعديلات في أمور خاصة بالإنتاج، ممَّا أدَّى إلى تحقيق توافق وترابط مُهِمَّين في الإنتاج وشملت أيضًا تصميم ديكور المسرح ملابس الممثلين وحتى المُؤثِّرات الخاصة.
كما اتسَّع تأثير جاريك ليشمل الجانب الأدبي للمسرح أيضًا. اتفقَّ معظم النقاد على رأي واحد وهو أن جاريك لم يكن كاتبًا مسرحيًّا جيدًا ، لكن مجهوداته في تقديم مسرحيات شكسبير إلى الجمهور المعاصر جلِيَّة وتستحق الذكر. بالإضافة إلى ذلك اقتبس عدة مسرحيات قديمة في مجموعة أدوار الفنانين التي من المحتمل أن تكون قد أصبحت في طي النسيان. كما تضُمُّ أيضًا الكثير من المسرحيات التي تعود لعصر إعادة الملكية. في الحقيقة بينما كان تأثيره ينعكس بوضوح على المسرح ليصبح نموذجيًا وفي حالة أفضل اكتسب أيضًا سمعة طيبة في المسرح الفلكلوري. هذا الإنجاز جعل صمويل جونسون يؤكد على تلك المقولة :"مهنته جعلته غنيًّا وهو كان سببًا في تحسين سمعة مهنته."

## قائمة المراجع
- Chisholm, Hugh, ed. (1911). "Garrick, David". Encyclopædia Britannica (بالإنجليزية) (11th ed.). Cambridge University Press.
- Ennis, Daniel J. & Slagle, Judith Bailey. Prologues, Epilogues, Curtain-Raisers and Afterpieces. Rosemont Publishing, 2007.
- Freedley, George and John A. Reeves. A History of the Theatre. New York, Crown. 1968.
- Kendall, Alan. David Garrick: A Biography. New York, St. Martin's Press. 1985.
- Hartnoll, Phyllis. The Oxford Companion to the Theatre. Oxford, Oxford University Press. 1983.
- Holland, Peter. "David Garrick". in Banham, Martin, ed. The Cambridge Guide to Theatre. London, Cambridge University Press. 1995. pp. 411–412.
- Pierce, Patricia. The Great Shakespeare Fraud: The Strange, True Story of William Henry-Ireland. Sutton Publishing, 2005.
- Oya, Reiko. Representing Shakespearean Tragedy: Garrick, the Kembles, and Kean.Cambridge University Press. 2007.
- Seewald, Jan. Theatrical Sculpture. Skulptierte Bildnisse berühmter englischer Schauspieler (1750–1850), insbesondere David Garrick und Sarah Siddons. Herbert Utz Verlag, München 2007, ISBN 978-3-8316-0671-9
- Woods, Leigh. David Garrick. in Pickering, David, ed. International Dictionary of Theatre. Vol. 3. New York, St. James Press. 1996.

## وصلات خارجية
- دايفيد جاريك على موقع IMDb (الإنجليزية)
- دايفيد جاريك على موقع الموسوعة البريطانية (الإنجليزية)
- دايفيد جاريك على موقع ألو سيني (الفرنسية)
- دايفيد جاريك على موقع ميوزك برينز (الإنجليزية)
- دايفيد جاريك على موقع أول موفي (الإنجليزية)
- دايفيد جاريك على موقع قاعدة بيانات برودواي على الإنترنت (الإنجليزية)
- دايفيد جاريك على موقع قاعدة بيانات الأفلام السويدية (السويدية)
- دايفيد جاريك على موقع إن إن دي بي (الإنجليزية)
- دايفيد جاريك على موقع ديسكوغز (الإنجليزية)
- دايفيد جاريك على موقع قاعدة بيانات الفيلم (الإنجليزية)
- 'David Garrick as Richard III' by William Hogarth at the Walker Art Gallery, Liverpool
- Garrick's Temple to Shakespeare
- Garrick Theatre Lichfield
- Timeline from Garrick Club
- Hiss’d of ye English Stage - The Diary Junction Blog